# Ermite ocré
Phaethornis subochraceus
Espèce
Statut de conservation UICN

 LC  : Préoccupation mineure
Statut CITES
L'Ermite ocré (Phaethornis subochraceus) est une espèce de colibris de la sous-famille des Phaethornithinae.

## Distribution
L'Ermite ocré est présent en Bolivie et dans le sud-ouest du Brésil.

Carte de répartition de l'espèce

## Référence
(en) « Neotropical Birds Online », Cornell Lab of Ornithology, 25 avril 2011